# انسان فلورسی
انسان فلورسی، با نام علمی Homo floresiensis گونه‌ای منقرض‌شده از انسان است. بازمانده‌هایش در جزیرهٔ فلورس در اندونزی به دست آمده‌است. کم‌ترین قدمت نمونه‌های به دست‌آمده حدود ۱۲۰۰۰ سال است. پس انسان خردمند با انسان فلورسی هزاران سال اشتراک زیست‌گاهی داشته اند (چراکه انسان احتمالاً حدود ۴۰ هزار سال پیش به این جزیره آمده‌است).
انسان فلورسی از چند نظر شگرف است. نخست اینکه بسیار قدیمی است. دوم اینکه جثه‌ای بس کوچک و به تبع آن کاسهٔ سر کم‌گنجایشی (به اندازهٔ آنِ شمپانزه) دارد. سوم اینکه ابزارهای سنگی و دیگر نشانه‌های به‌دست‌آمده مبین هوشمندی بسیار بالای این انسان است که با توجه به کوچکی مغز شگفت‌انگیزتر می‌شود. اعلامِ تعلق سنگواره ها به گونهٔ جداگانه‌ای از انسان (۲۰۰۴م) جدال پرشوری در مجامع علمی برانگیخت که هنوز ادامه دارد. مخالفان بقایا را متعلق به انسان‌های خردمند ساکن جزیره می‌دانند که تحت فشارهای فرگشتی و احتمالاً نوعی بیماری کوتولگی چنین شکلی گشته‌اند. موافقانِ گونهٔ جداگانه بودنِ این انسان به تفاوت‌های جمجمه‌ای با انسان خردمند، شامل نبود چانه، و نیز تفاوت‌های پایین‌سر شامل اختلاف در شکل استخوان‌ها و مفصل‌های دست و پا اشاره می‌کنند. به نظر می‌آید که گونه بودن این انسان اندک‌اندک پذیرفته‌تر می‌شود لیکن بحث‌ها هنوز داغ است. با این حساب نیای بلافصل این انسان، ا. راست‌قامت آسیایی است.

## نمونه‌ها

### کشف
اولین نمونه‌ها در سال ۲۰۰۳ توسط یک تیم باستان‌شناس استرالیایی – اندونزیایی در جزیره اندونزیایی فلورز کشف شد که در پی یافتن شواهدی برای مهاجرت اصلی انسانهای مدرن از آسیا به استرالیا بودند.

### رسوایی در مورد آسیب نمونه
در اوایل دسامبر ۲۰۰۴، دیرینه‌شناس اندونزیایی تئوکو ژاکوب، بیشتر بقایای موجود را از مخزن آنها یعنی مرکز تحقیقات ملی باستان‌شناسی جاکارتا را، با اجازه تنها یکی از مدیران تیم پروژه حذف کرد و آنها را به مدت سه ماه نگه داشت.

## طبقه‌بندی

### فیلوژنی
کاشفان پیشنهاد کردند که انواع مختلفی از ویژگی‌ها، هم بدوی و هم مشتق شده، در افراد شناسایی شده متعلق به یک گونه جدید، انسان فلورسی می‌باشد. براساس تخمین‌های گذشته، کاشفان همچنین پیشنهاد کردند که انسان فلورسی به‌طور همزمان با انسان‌های مدرن در جزیره فلورس زندگی می‌کرد.

### مبادرت در استخراج دی ان ای
در سال ۲۰۰۶، دو تیم تلاش کردند DNA دندانی را که در سال ۲۰۰۳ کشف شده بود را استخراج کنند، اما هیچ‌یک موفق نشدند. گفته شده‌است که این امر به دلیل هدف قرار گرفتن عاج اتفاق افتاده‌است. تحقیقات جدید نشان می‌دهد که سِمِنتوم یا ساروجه ((به انگلیسی: Cementum) قسمت رویی ریشهٔ دندان است که بافتی سخت و آهکی دارد) غلظت بیشتری از DNA دارد. علاوه بر این، گرمای حاصل از سرعت زیاد بیت مته ممکن است باعث دِناتوره شدن DNA گردد.

## آناتومی

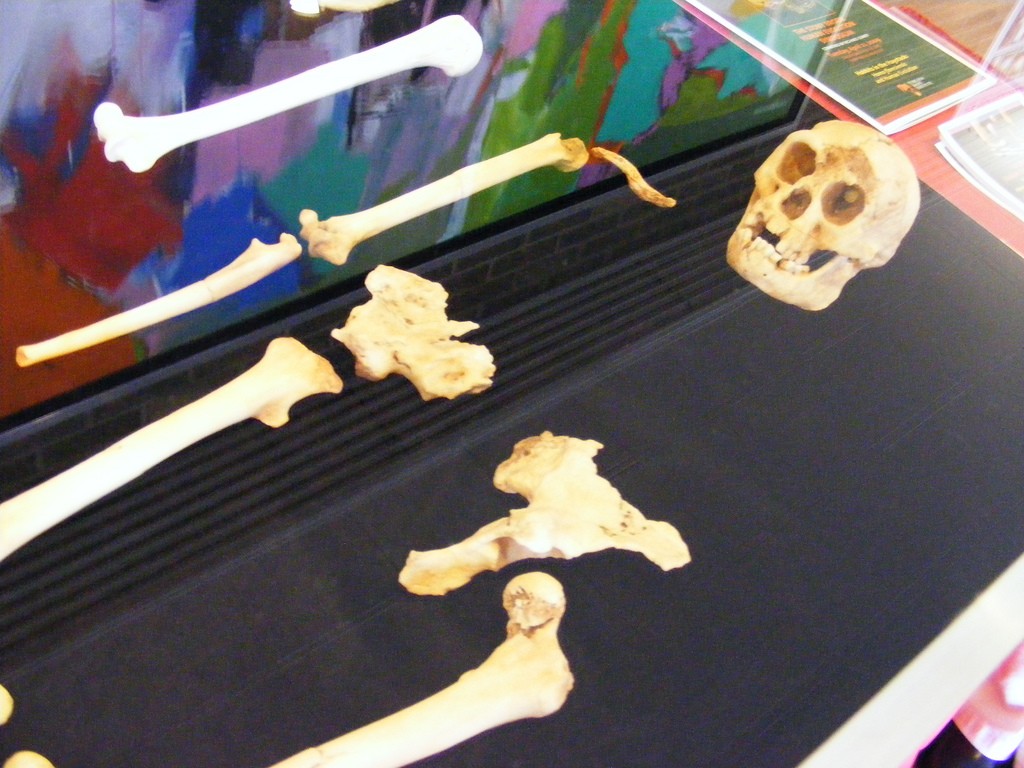
تصویری از آناتومی انسان فلورسی

مهمترین و بارزترین ویژگی شناسایی انسان فلورسی، بدن کوچک و ظرفیت کم آن است. براون و موروود همچنین تعدادی دیگر از ویژگی‌هایی که کمتر به چشم می‌خورند را مشخص کردند که ممکن است LB1 را از انسان مدرن متمایز کند، از جمله این تفاوت‌ها می‌توان به شکل دندان‌ها، عدم وجود چانه، و زاویه کمتر در سر استخوان هومروس (استخوان بالایی بازو) اشاره کرد.

### اندازه
تخمین زده می‌شود که بلندی LB1حدود ۱٫۰۶ تا 1/27 متر (۳ فوت ۶ اینچ) باشد. ارتفاع اسکلت دوم یعنی LB8 براساس طول استخوان در حدود ۱٫۰۹ متر (۳ فوت ۷ اینچ) تخمین زده شده‌است. این تخمین‌ها خارج از محدوده قد طبیعی انسان مدرن و به‌طور قابل ملاحظه ای کوتاهتر از میانگین قد یک کودک 7 تا 9 ساله انسان های مدرن بوده اند(البته بالغ آنها به این اندازه ویا حتی کوچکتر از کودکان انسان های مدرن بوده اند)، مانند افراد قبایل Mbenga و Mbuti در آفریقا و کنگو که ۱٫۵ متر (۴ فوت ۱۱ اینچ) می‌باشند، Twa , Semang 1.37 متر (۴ فوت ۶ اینچ) برای زنان بالغ شبه جزیره مالایی بلندی داشته، یا زنان بالغ آندامانی ۱٫۳۷ متر (۴ فوت ۶ اینچ) می‌باشد.

### مغز
علاوه بر اندازه کوچک بدن انسان فلورسی دارای مغزی بودند که به شکل کاملاً قابل توجهی کوچک بود. تخمین زده می‌شود مغز LB1 دارای ۳۸۰ سانتی‌متر مکعب (۲۳ اینچ مکعب) باشد، و آن را در محدوده شامپانزه‌ها یا استرالوپیتسین‌های منقرض قرار می‌دهد. اندازه مغز LB1 از نظر اندازه به اندازه نیمی از اندازه مغز اجداد فرضی خود یعنی انسان erectusاست. (۹۸۰ سانتی‌متر مکعب (۶۰ اینچ مکعب)).

### اندامها
زاویه پیچ خوردگی هومرال بسیار کمتر از انسانهای مدرن می‌باشد.

## فرهنگ
با وجود سطح پایین دریا که باعث متحد شدن سوندالند یا ساندالند شد، به دلیل همسایگی عمیق در تنگه، فلورس در طول یخبندان ویسکانسین (آخرین دوره یخبندان)، همچنان منزوی باقی ماند.

## انقراض
جوانترین استخوان به تاریخ غارنشینی، ۶۰ هزار سال پیش بر می‌گردد و جوانترین ابزار سنگی به ۵۰ هزار سال پیش بر می‌گردد. برآورد قبلی که نشان می‌داد این تاریخ به ۱۲۰۰۰ سال پیش از میلاد بر می‌گردد به دلیل عدم توافق در کشف چینه‌شناسی غار بود. ناپدید شدن آنها نزدیک به زمان رسیدن انسانهای مدرن به این منطقه است، و این نشان می‌دهد که برخورد اولیه باعث انقراض آنها شده یا به آنها کمک کرده‌است.